# Samuel A. Tannenbaum
Samuel Aaron Tannenbaum (ur. 1 maja 1874 w Mándok, zm. 31 października 1948 w Nowym Jorku) – amerykański historyk literatury, bibliograf, paleograf i szekspirolog węgierskiego pochodzenia. W 1886 emigrował do Stanów Zjednoczonych. Od 1898 roku zajmował się psychoterapią i był jednym z pierwszych zwolenników psychoanalizy w USA. Ukończył Columbia University College of Physicians and Surgeons. 
W 1911 należał do członków założycieli New York Psychoanalytic Society.

## Wybrane prace
- The Shakespeare Coat-of-Arms, 1908
- The Booke of Sir Thomas Moore: A Bibliotic Study, 1927
- Problems in Shakespeare's Penmanship, 1927
- The Assassination of Christopher Marlowe, 1928
- Shakespere Forgeries in the Revels Accounts, 1928
- The Handwriting of the Renaissance, 1930
- Shakespearian Scraps and Other Elizabethan Fragments, 1933
- Christopher Marlowe, A Concise Bibliography, 1937
- Shakespeare's "King Lear," A Concise Bibliography (Elizabethan Bibliographies, No. 16), 1940
- John Webster, A Concise Bibliography (Elizabethan Bibliographies, No. 19), 1941
- Michael Drayton, A Concise Bibliography (Elizabethan Bibliographies, No. 22), 1941
- Sir Philip Sydney, A Concise Bibliography, 1941
- Samuel Daniel, A Concise Bibliography, 1942
- George Herbert, A Concise Bibliography, 1946 (razem z Dorothy Tannenbaum)